# Stichelia suavis
Stichelia suavis är en fjärilsart som beskrevs av Hans Ferdinand Emil Julius Stichel 1911. Stichelia suavis ingår i släktet Stichelia och familjen Riodinidae. Inga underarter finns listade i Catalogue of Life.